# Eliakim Hastings Moore
Eliakim Hastings Moore   (Marietta, 26 de gener de 1862 - Chicago, 30 de desembre de 1932) va ser un matemàtic estatunidenc, cap del departament de matemàtiques de la universitat de Chicago.

## Vida i Obra
Moore, que era fill d'un pastor metodista i net d'un congressista dels Estats Units, va estudiar a la Woodward High School de Cincinnati, on va treballar un estiu com assistent d'Ormond Stone, director del observatori de Cincinnati. Va fer els seus estudis universitaris a la universitat Yale en la qual es va graduar el 1883 i va obtenir el doctorat el 1885 sota la direcció de Herbert Anson Newton. El curs 1885-1886 va ampliar estudis a la universitat de Berlín on va rebre particularment la influència de Kronecker.
En retornar al seu país i després de fer de professor en una escola preparatòria de la universitat Northwestern, va ser nomenat professor tutor de la universitat Yale, càrrec en el que va romandre dos cursos acadèmics, ja que el 1889 va aconseguir una plaça docent permanent a la universitat Northwestern. El 1892, en fundar-se la universitat de Chicago ve ser escollit pel seu president, William Rainey Harper, per dirigir el nou departament de matemàtiques de la universitat. Moore es va rodejar de dos joves matemàtics alemanys, Oskar Bolza i Heinrich Maschke, per a crear un dels més potents departaments de matemàtiques d'Amèrica, el qual proporcionava, per primera vegada als Estats Units, un ambient de recerca intensiva. A la universitat de Chicago, va dirigir més de trenta tesi doctorals i va tenir un gran èxit com a professor basat en el seu profund interès per les matemàtiques i la seva facilitat per inspirar els seus col·legues i estudiants.
Moore va romandre a Chicago fins a la seva jubilació el 1931 i va morir en aquesta ciutat un any després. Va ser membre de l'Acadèmia Nacional de Ciències dels Estats Units, de l'Acadèmia Americana de les Arts i les Ciències i de la Societat Filosòfica Americana. Ve rebre doctorats honoris causa de molt diferents universitats, entre les quals la de Göttingen, la de Yale, la de Clark i la de Northwestern. Des de 1899 també va ser editor en cap dels Transactions of the American Mathematical Society.
Per la seva obra ha estat qualificat com un dels més hàbils membres i un dels més inspiradors líders de la comunitat matemàtica mundial i un exemple per la seva llibertat i honestedat intel·lectuals. Sempre va intentar adaptar el mètode d'educació per l'acció (del seu col·lega de Chicago John Dewey) a l'ensenyament de les matemàtiques i la física.
Les seves recerques van ser, sobre tot, en el camp de l'anàlisi matemàtica i es va destacar per les seves precises notacions, especialment convenients per testar les seqüències lògiques.